# Max Morawetz
Max Morawetz (19. června 1877 Opava – 17. prosince 1914 Krakov) byl rakouský a český pedagog a politik německé národnosti, na počátku 20. století poslanec Českého zemského sněmu; padl za první světové války.

## Biografie
Profesí byl odborným učitelem ve Falknově.
Na počátku století se zapojil do zemské politiky. Ve volbách v roce 1908 byl zvolen do Českého zemského sněmu v kurii městské (volební obvod Falknov, Vildštejn, Kynšperk, Hazlov). Patřil k Německé radikální straně. Ve sněmu se angažoval v školské komisi. V roce 1912 předložil návrh zákona o nové úpravě učitelské profese a zasadil se o jeho prosazení.
Zemřel za první světové války v prosinci 1914 ve vojenském lazaretu v Krakově poté, co byl na severním bojišti těžce raněn do břicha. Dosáhl hodnosti záložního poručíka. Pohřben byl 23. prosince 1914 ve Falknově.